# Gabriel Maugas

Gabriel Emile Marie Maugas, né à Fromental, le 23 décembre 1866 et mort le 22 octobre 1931 est une personnalité militaire et un scientifique qui fut un concepteur de sous-marins pour la Marine nationale française.

## Éléments biographiques
Gabriel Maugas est élève de polytechnique du 1er novembre 1884 au 1er octobre 1886. Le 1er janvier 1911, il est ingénieur en chef, première classe, de la section construction neuve à Toulon. Il dessine les sous-marins de la Classe Farfadet, de la Classe Farfadet amélioré et de la Classe Émeraude. Il est surtout connu pour avoir intégré des moteurs diesel aux sous-marins et pour avoir perfectionné les hélices à pales orientables ne nécessitant plus d'inverser les moteurs pour effectuer une machine arrière.
Durant la Première Guerre mondiale, général, il est un proche collaborateur du Maréchal Foch.
Après la guerre, il est à la tête du département des affaires économiques de l'état-major interallié.
Par la suite, il reprend, au Luxembourg la direction des Hauts Fourneaux et aciérie de Differdange.

## Reconnaissances
- Chevalier de la légion d'honneur, le 25 juillet 1902.
- Officier de la légion d'honneur, le 11 juillet 1912.
- Commandeur de la légion d'honneur, le 30 avril 1921.
- Une rue porte son nom à Differdange.